# 苗自成
苗自成，唐高宗时岭南蛮族领袖，一说其为畲族先民。
唐高宗仪凤二年（677年）苗自成与雷万兴等人率众起事。 会同广东陈谦所率变民军八千攻打潮州，击败唐军，攻陷潮阳，围困潮州州治海阳。潮州刺史常怀德向陈元光求援，陈元光率军入潮州，在饶平县黄冈镇石壁山南麓安营扎寨，历经多次战斗，苗自成、雷万兴被擒获，潮州潮阳之围得解。